# Ceolwulf (roi du Wessex)
Pour les articles homonymes, voir Ceolwulf.
Ceolwulf est roi du Wessex de 594 ou 597 à sa mort, en 611.

## Biographie
D'après les généalogies royales figurant dans la Chronique anglo-saxonne, Ceolwulf est le fils d'un dénommé Cutha ou Cuthwine, lui-même fils de Cynric. Il succède à son frère Ceol et règne sur les Saxons de l'Ouest pendant 14 (d'après la Chronique anglo-saxonne) ou 17 ans (selon une liste de rois conservée dans un autre manuscrit) jusqu'à sa mort, en 611. Cynegils, qui est son fils ou son neveu, lui succède.
La Chronique anglo-saxonne précise que Ceolwulf guerroie constamment contre les Angles, les Bretons, les Pictes et les Scots tout au long de son règne. Il est peu probable qu'il ait jamais affrontés des Pictes ou des Scots, mais cette indication reflète peut-être sa réputation posthume de grand roi-guerrier, à moins qu'il s'agisse d'une confusion avec les hauts faits des rois de Northumbrie rapportés par Bède le Vénérable.